# 리제네론 파마슈티컬스
리제네론 파마슈티컬스(Regeneron Pharmaceuticals, Inc.)는 뉴욕주 웨스트체스터 카운티에 본사를 둔 미국의 생명공학기술 회사이다. 이 회사는 1988년에 설립되었다. 원래는 신경영양 인자와 그 재생 능력에 초점을 맞춰 회사 이름을 얻었으나 이후 사이토카인과 단백질 티로신 키네이스 수용체에 대한 연구로 사업을 확장하여 첫 번째 제품(VEGF-트랩)을 탄생시켰다.

## 같이 보기
- 리제네론 과학경시대회